# Effetto abscopal

Processo ipotizzato dell'effetto abscopal, mediato dal sistema immunitario. Qui, le radiazioni locali causano la morte delle cellule tumorali, seguita dal riconoscimento del sistema immunitario adattativo, non diverso dal processo vaccinale vaccino.

L'effetto abscopal è un fenomeno che avviene durante trattamento di un cancro metastatico nel momento in cui il trattamento localizzato del tumore provoca non solo un restringimento del suddetto, ma anche un restringimento di tumori al di fuori del campo di applicazione del trattamento localizzato.
Richard H. Mole ha proposto nel 1953 il termine abscopal (dal latino ab, «lontano da», e scopus, «obiettivo») per riferirsi agli effetti della radiazione "a distanza dal volume irradiato ma all'interno dello stesso organismo". Inizialmente la terapia radioterapica localizzata era associata al tumore singolo, ma il fenomeno comprende anche altri tipi di trattamenti localizzati come l'elettroporazione e l'iniezione intra-tumorale di terapeutici.  L'effetto abscopal è abbastanza raro, ma il suo effetto sul cancro può essere stupefacente portando alla possibile scomparsa dei tumori. Tale successo è stato descritto per una varietà di tumori, tra cui il melanoma, i linfomi cutanei, di Hodgkin e il cancro ai reni.